# Вардуи
Вардуи (А́нна Ивановна Намуразя́н) (3 [15] августа 1862, Тифлис — 14 марта 1945, Тбилиси) — армянская актриса.

## Биография
Начала карьеру актрисы в 1879 в Тифлисе, выступала в армянских труппах. Ученица армянского актёра и режиссёра Г. Чмшкяна и армянского писателя-драматурга Г. Сундукяна. Играла характерные роли в спектаклях «Пепо» (Шушан) и «Хатабала» (Хампери) по пьесам Сундукяна, «Доходное место» (Кукушкина) по пьесе А. Н. Островского, «Ханума» (заглавная роль) по пьесе А. Цагарели. Завершила карьеру в 1922 году из-за болезни. Умерла 14 марта 1945 года в Тбилиси.
Авторы второго издания «Большой советской энциклопедии» относят Вардуи к числу выдающихся мастеров армянского театра XIX века.